# 2241 Alcathous
2241 Alcathous este un asteroid descoperit pe 22 noiembrie 1979 de Charles Kowal.